# JAUS

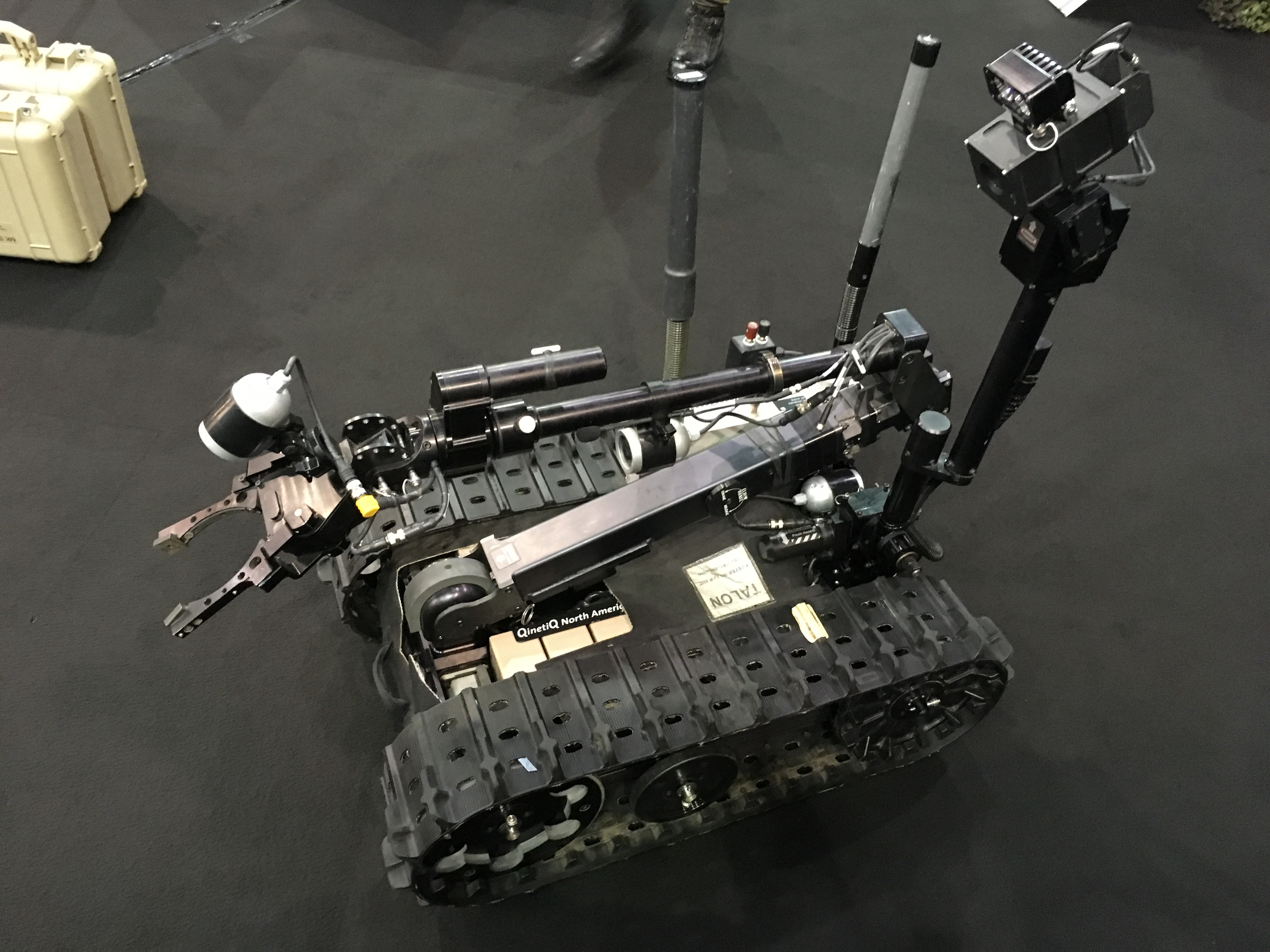

JAUS (англ. Joint Architecture for Unmanned Systems) — відкрита програмна архітектура для створення безекіпажних систем, раніше мала назву Joint Architecture for Unmanned Ground Systems (JAUGS).
Розробка JAUS була ініційована у 1995 р. військовими США для наземних тактичних роботизованих комплексів. З 2004 р. роботи щодо її розвитку здійснює цивільна інженерна спільнота Society of Automotive Engineers (SAE).
На JAUS спираються розробки профілю взаємосумісності IOP для наземних тактичних безекіпажних платформ.